# Mare Nectaris

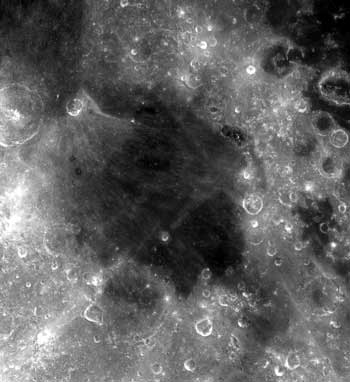
Mare Nectaris.

Poloha Mare Nectaris a ostatních moří.

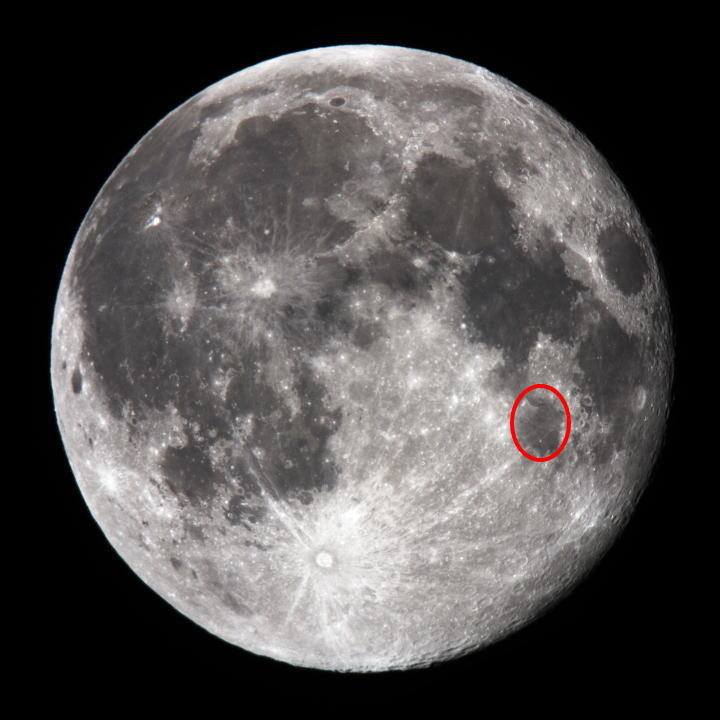
Poloha Mare Nectaris.

Mare Nectaris (česky Moře nektaru) je malé měsíční moře přibližně kruhového tvaru s průměrem kolem 350 km a rozlohou cca 101 000 km² rozkládající se na přivrácené straně Měsíce, západně od Mare Fecunditatis (Moře hojnosti) a jižně od Mare Tranquillitatis (Moře klidu). Na jeho severním okraji vyniká dvojice kráterů Capella a Isidorus. O něco jižněji leží nevýrazná kráterová deprese Daguerre. Na jihu přechází Mare Nectaris do rozlehlé valové roviny Fracastorius (cca 124 km). Měsíční pohoří Montes Pyrenaeus (Pyreneje) ohraničuje moře ze západu, na této straně se nachází rovněž kráter Bohnenberger.
Mare Nectaris je vlastně lávou zatopená střední část měsíční kotliny, jejíž vnější val kopíruje Rupes Altai (Altajský zlom).

## Mare Nectaris v kultuře
- Moře nektaru je zmíněno ve vědeckofantastickém románu britského spisovatele Arthura C. Clarka Měsíční prach.[4]